# SMS Möwe (1879)
Pour les autres navires du même nom, voir SMS Möwe.

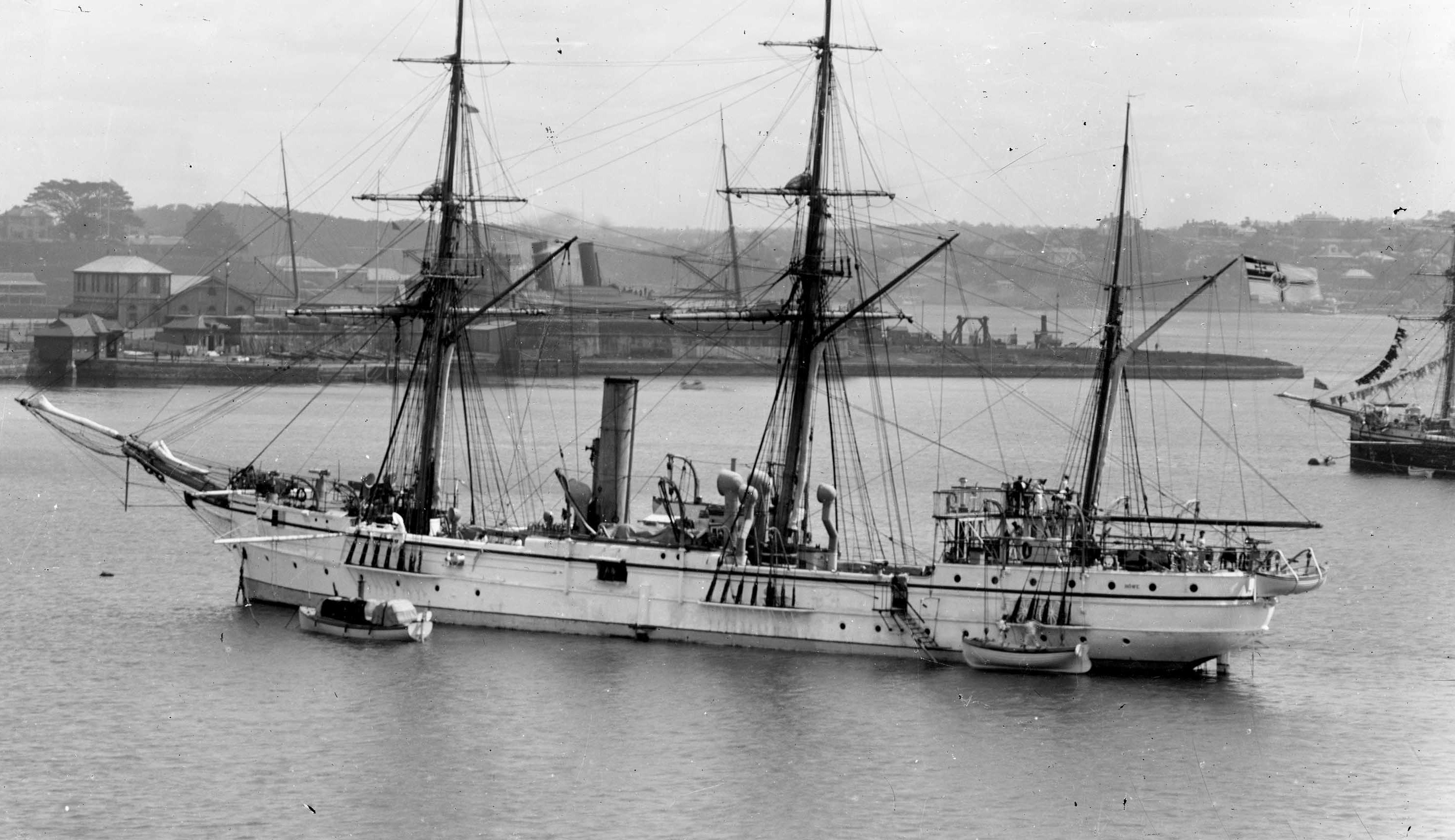
La canonnière Möwe

La Möwe (Möwe signifie mouette en allemand) est une canonnière de la marine impériale allemande qui fut mise à l'eau le 13 mai 1879 et rayée des listes le 9 décembre 1905. Son navire-jumeau est l'Adler.

## Histoire
La canonnière a été construite par le chantier naval Ferdinand Schichau d'Elbing et mise en service en 1879 pour l'étranger, puis pour la colonisation en Afrique. La première colonie concernée est celle du golfe de Guinée, et l'explorateur Gustav Nachtigal se trouve alors à bord de la canonnière. La Möwe est ancrée à Bagida au Togo, le 4 juillet 1884, et ces territoires entrent dans l'Empire colonial allemand par la suite. Elle sert ensuite à des missions de topographie le long des côtes, puis navigue dans les mers du Sud, notamment en Nouvelle-Guinée allemande. Elle est à la fin devenue une goélette à hunier avec une voilure de 361 m2.
Elle est rayée des listes de la marine impériale le 9 décembre 1905 à Tsingtau et elle est vendue en 1910.

## Crédits
- (de) Cet article est partiellement ou en totalité issu de l’article de Wikipédia en allemand intitulé « SMS Möwe (1879) » (voir la liste des auteurs).